# Mazagh-e Kurian
Mazagh-e Kurian of Māzagh-e Kūrīān (Perzisch: مازغ كوريان) is een van de 32 dorpen van de dehestān (rurale gemeente) Senderk in de provincie Hormozgān in Iran. De plaats had in 2006 208 inwoners die verdeeld waren over 44 families.